# دهستان اشنویه شمالی
دهستان اشنویه شمالی نام دهستانی در بخش مرکزی شهرستان اشنویه، استان آذربایجان غربی در ایران است. براساس سرشماری مرکز آمار ایران در سال ۱۳۸۵، جمعیت آن ۱۰۳۱۵ نفر (۱۹۴۰ خانوار) بوده‌است.